# Дегтярёв, Михаил Владимирович
Михаи́л Влади́мирович Дегтярёв (род. 10 июля 1981, Куйбышев) — российский государственный, политический и общественный деятель. Министр спорта Российской Федерации с 14 мая 2024 года. Президент Олимпийского комитета России с 13 декабря 2024 года. Доктор юридических наук (2024). Мастер спорта по фехтованию.
Губернатор Хабаровского края (24 сентября 2021 — 14 мая 2024, врио 20 июля 2020 — 24 сентября 2021). Член Государственного Совета Российской Федерации (15 ноября 2021 — 14 мая 2024). Депутат Государственной думы VI и VII созывов (21 декабря 2011 — 20 июля 2020). Председатель комитета ГД по физической культуре, спорту, туризму и делам молодёжи (5 октября 2016 — 20 июля 2020). Заместитель председателя комитета Государственной Думы по науке и технологиям VI созыва (21 декабря 2011 — 5 октября 2016).
Член Высшего Совета ЛДПР (2013—2017) и член президиума фракции ЛДПР в Государственной думе VII созыва (2017—2020).
Автор научных публикаций в области техники, экономики и административно-правового регулирования в сфере спорта. Имеет патенты на изобретения и полезные модели. Написал несколько книг.
В 2021—2024 годах — Председатель Хабаровского регионального отделения ЛДПР.
Из-за войны в Донбассе и вторжения России на Украину находится под персональными санкциями 27 стран Евросоюза, США, Великобритании, Канады, Швейцарии, Австралии, Украины, Новой Зеландии.

## Биография

### Происхождение, ранние годы
Родился 10 июля 1981 года в Куйбышеве в семье медиков. Отец — Владимир Иванович Дегтярёв (р. 1949), акушер-гинеколог. Мать — Светлана Михайловна Дегтярёва (р. 1953), врач-гастроэнтеролог. Пенсионеры.
В 1994 году стал свидетелем развернувшейся гражданской войны в Йемене.

### Образование и научная деятельность
В 1998 году с отличием окончил Самарский международный аэрокосмический лицей, в 2004 году окончил Самарский государственный аэрокосмический университет. 
В 2012 году окончил Институт мировых цивилизаций и получил квалификацию юриста.
В 2017 году прошёл обучение в Российской академии народного хозяйства и государственной службы (РАНХиГС) и получил квалификацию «специалист в области государственного и муниципального управления».
В 2020 году защитил в РАНХиГС (в удалённом режиме) диссертацию по теме «Зарубежный опыт административно-правового регулирования антидопинговых мер в спорте» (научный руководитель  профессор И. В. Понкин, присуждена учёная степень кандидата юридических наук) .
В 2024 году закончил магистратуру Дипломатической Академии МИД России по специальности «Международные отношения».
В 2025 году защитил в Московском государственном юридическом университете имени О. Е. Кутафина (МГЮА) диссертацию по теме «Инновационные публично-правовые режимы» (научный руководитель  профессор И. В. Понкин, присуждена учёная степень доктора юридических наук).

### Общественная деятельность
В  2014 году был избран вице-президентом Российского союза инженеров.
С 2017 года — член Совета при Президенте РФ по развитию физической культуры и спорта. С  2018 года — руководитель рабочей группы по совершенствованию законодательства в области спорта Совета при Президенте по развитию физической культуры и спорта.

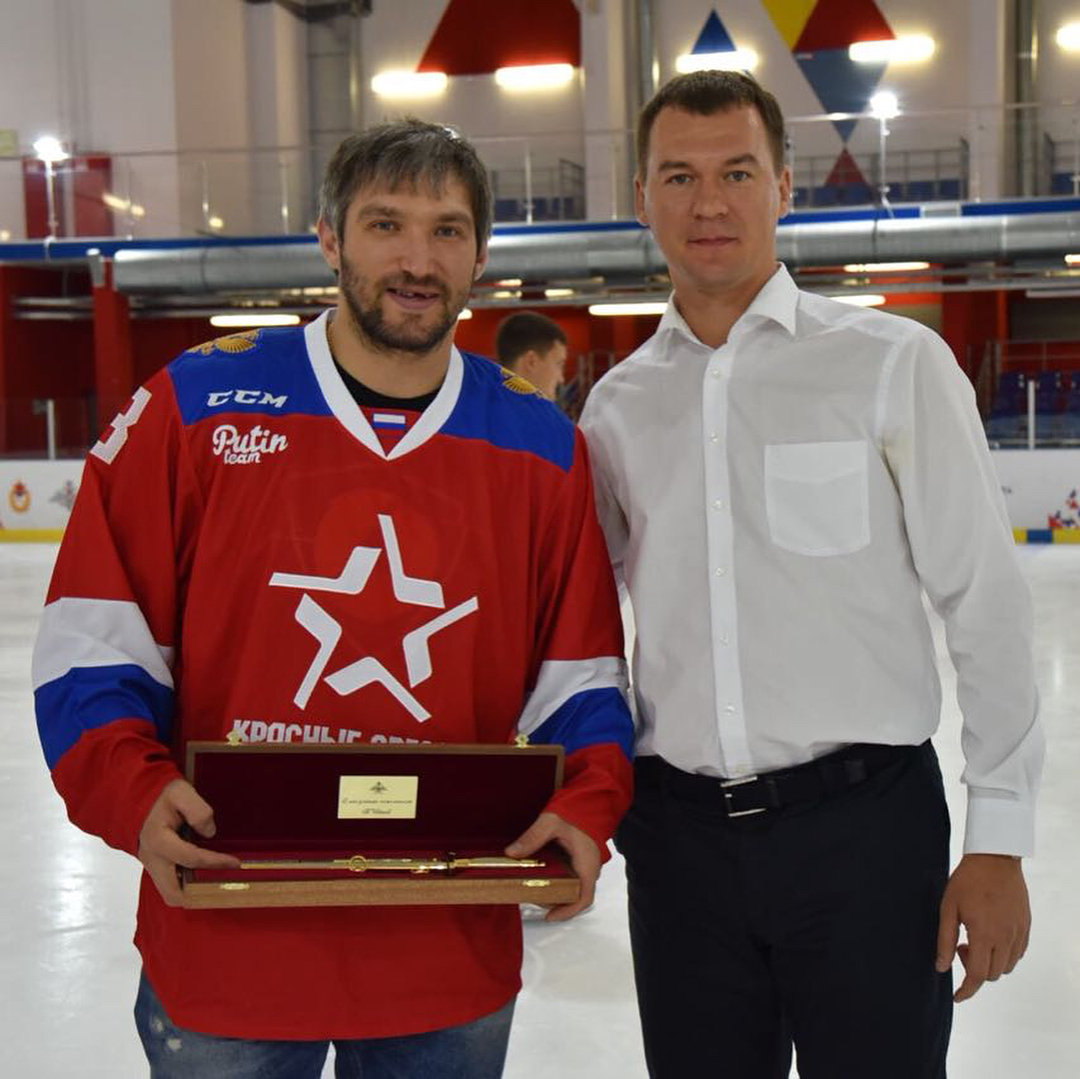
Михаил Дегтярёв с Александром Овечкиным в 2018 году.

Среди вышедших за авторством Дегтярёва книг: «От самодержавия личности к самодержавию императора», «Пророк в своём Отечестве», «Пророк 2.0». Последние две книги посвящены Владимиру Жириновскому.

### Политическая деятельность
C 2001 по 2003 годы — председатель Самарского регионального отделения молодёжного движения «Идущие вместе». В сентябре 2003 года вступил в партию «Единая Россия» и движение «Молодёжное единство» (позже МГЕР).
С сентября 2003 по декабрь 2005 года — заместитель руководителя, руководитель самарского отделения движения «Молодёжное Единство» партии «Единая Россия», член молодёжного парламента при Самарской губернской думе, а в мае 2004 года избран заместителем председателя молодёжного парламента. Принимал участие в молодёжных объединениях Самарской области.
В 2004 году был избран депутатом Самарской городской думы от Октябрьского округа № 9.

#### В ЛДПР

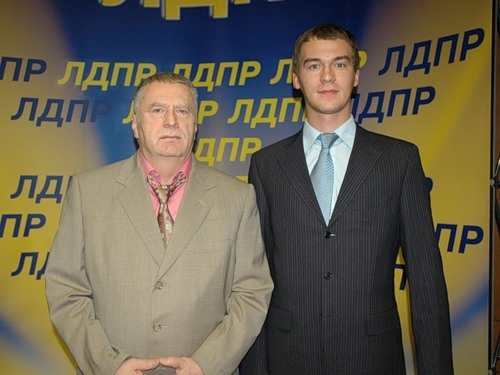
Дегтярёв и Владимир Жириновский, 2007 год

В декабре 2005 года Дегтярёв вступил в ряды ЛДПР. 15 апреля 2006 года избран координатором Самарского регионального отделения ЛДПР. Был помощником депутата Государственной Думы РФ В. В. Жириновского.
11 марта 2007 года избран депутатом Самарской Губернской думы четвёртого созыва по общеобластному избирательному округу от Самарского регионального отделения партии ЛДПР. Депутат Самарской Губернской Думы на постоянной основе, заместитель председателя комитета по здравоохранению, демографии и социальной политике, член комитета по культуре, спорту и молодёжной политике, заместитель председателя Молодёжного Регионального Собрания депутатов Самарской области. Член фракции ЛДПР.
В июне 2013 года столичное отделение партии ЛДПР выдвинуло Дегтярёва для участия в выборах мэра Москвы. Владимир Жириновский при этом сообщил, что «…Михаил Владимирович Дегтярёв пойдет на выборы под лозунгом „Самый молодой кандидат в мэры Москвы за всю историю нашего города. Этот человек является кристально чистым“».
В марте 2016 года Владимир Жириновский назвал Дегтярёва одним из возможных кандидатов в президенты России от ЛДПР на выборах 2018 года.

#### Участие в выборах

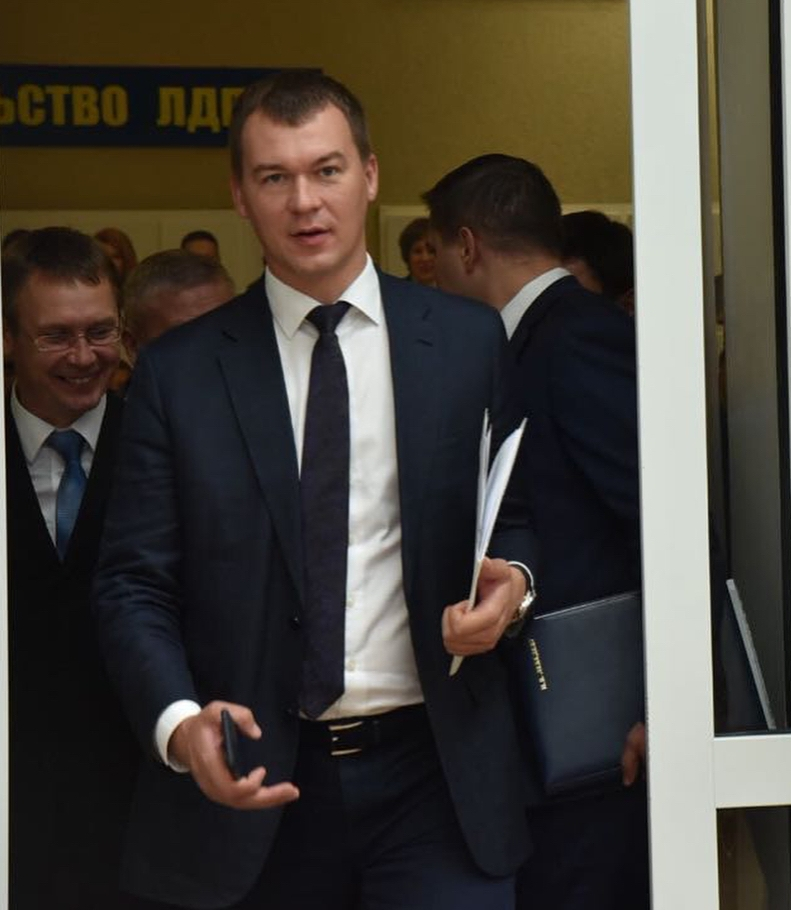
Михаил Дегтярёв на выдвижении кандидатом в мэры Москвы в 2018 году

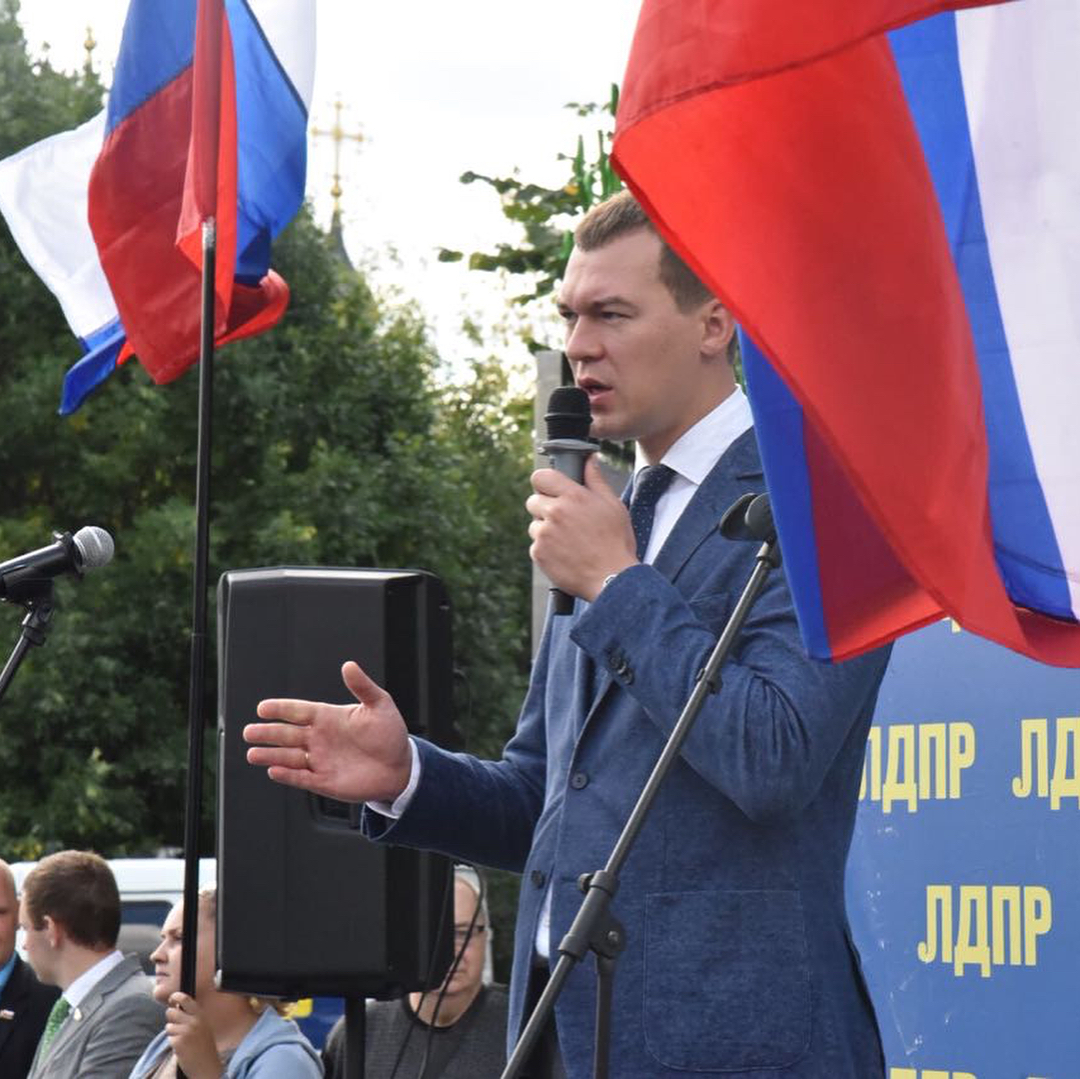
Михаил Дегтярёв на митинге в парке Сокольники в 2018 году

Четыре раза за свою политическую карьеру принимал участие в выборах глав городов и регионов.
- В 2006 году на выборах мэра Самары он набрал 1,71 % голосов[39].
- В 2013 году на выборах мэра Москвы набрал 2,86 % голосов[39].
- В 2018 году на выборах мэра Москвы набрал 6,72 % голосов[39].
- В 2021 году на выборах губернатора Хабаровского края набрал 56,81 % голосов при явке 43,82 %[40].

#### Депутат Государственной Думы
С 21 декабря 2011 года — депутат Государственной Думы VI и VII созывов.
С 2011 по 2016 год — заместитель председателя комитета Государственной Думы по науке и технологиям VI созыва.
В 2016 году избран в составе федеральной части списка депутатом Государственной думы VII созыва, назначен председателем Комитета по физической культуре, спорту, туризму и делам молодёжи.

#### Инициативы
В Госдуме Дегтярёв выступил соавтором 135 законопроектов и поправок к федеральным законам. Кроме того, Дегтярёв запомнился неоднозначными и сомнительными предложениями.
2012 год
- В июне предложил ввести выплату материнского капитала после рождения первого ребёнка[45].
- 9 декабря внес в Госдуму законопроект об упразднении местного самоуправления в городах-миллионниках и преобразовании их в «мегаполисы»[46].

2013 год
- В июле внёс законопроект, по которому женщины смогут получить отгулы в «критические дни». Свою инициативу он объяснил тем, что в этот период большинство сотрудниц испытывают психологический и физиологический дискомфорт[47].
- 12 августа внёс проект об обязательном подтверждении личности пользователей социальных сетей, так как «верификация личности будет дисциплинировать пользователей интернета»[42][48].
- Предложил поправки в федеральный закон «О донорстве», согласно которым при сдаче крови обязательным станет вопрос, является человек гомосексуалом или нет[42][49]. Он пояснял, что гомосексуалисты находятся в группе риска, так как чаще заражаются ВИЧ, чем гетеросексуальные люди[50].
- 11 февраля депутат внёс в Госдуму законопроект, предполагающий предоставление бесплатного доступа к сети Wi-Fi в российских вузах за счёт внебюджетных источников[51].
- В мае предложил запретить оборот и хранение долларов США: «Если этого не сделать сейчас, то в ближайшие пять лет государству скорее всего придется помогать российским владельцам долларов, как обманутым вкладчикам банков 1990-х годов и жертвам финансовых пирамид»[42][52].

2014 год
- В феврале предложил ввести ГОСТ на Деда Мороза и Снегурочку, чтобы их не вытеснил американский аналог: «Санта-Клаус подрывает культурный суверенитет и суверенитет духа»[42][53][54].
- 16 июля предложил сменить цвета флага РФ на цвета флага Российской Империи[42]. «Под имперским флагом мы одерживали блистательные победы, он способен и сегодня объединить всех граждан России. Современный триколор, который вернул в суматохе Борис Ельцин, с народом не обсуждался, никаких исследований не проводилось, все решения в стране начале 1990-х принимались под диктовку американских советников» — говорит Дегтярёв газете Известия[55].
- В сентябре предложил перекрасить Кремль в «первозданный» белый цвет[42][56].
- 15 октября внёс инициативу обязать продавцов указывать две цены — собственно, цену продажи и цену закупки. «Тогда сразу видно, кто накручивает 1000 %, а кто 10-20 %, кто грабит свой народ, а кто честно зарабатывает» — комментирует депутат[57].
- В декабре предложил ввести день трезвости — существовавший в дореволюционной России праздник[42][58].

2015 год
- Подготовил законопроект о создании сборника бранных, матерных слов в помощь судьям при вынесении приговоров, касающихся наказаний за оскорбление личности[59].
- Предложил запретить иностранному бизнесу использовать бренд «Водка». Дегтярев заявляет, что именно в России впервые возникло слово «водка» и технология производства напитка. По словам Дегтярева: «бренд „Водка“ сейчас бессовестно используется производителями многих стран»[60].

2016 год
- В марте выступил одним из авторов законопроектов о введении государственной монополии на оборот и производство алкоголя, сахара и табака[61].

2017 год
- Совместно с другими депутатами ЛДПР внёс на рассмотрение Госдумы законопроект об изменении государственного гимна России на «Боже, Царя храни!»[42][54][62].
- Предложил сделать День космонавтики нерабочим праздничным днем, «символом победы нашего интеллекта в нелёгкой борьбе»[63].
- В мае предложил создать Министерство туризма, чтобы заменить не имеющий достаточных полномочий и права законодательной инициативы Ростуризм. По мнению депутата, «туризм — это отрасль номер один в мировой экономике. Ни нефть, ни газ, ни другие полезные ископаемые. 10,5 % мирового продукта обеспечивает сфера туризма»[64].
- 17 мая, являясь председателем Комитета Государственной думы по физической культуре, спорту, туризму и делам молодежи, выступил с инициативой ввести сбор на любые инвестиции в иностранные спортивные активы и команды[65]. Если состоятельный гражданин России захочет профинансировать зарубежный спорт, то согласно инициативе будет обязан перечислить 20 процентов от суммы транзакции на программу развития физической культуры и спорта в России[66].

### Государственная деятельность

#### Губернатор Хабаровского края

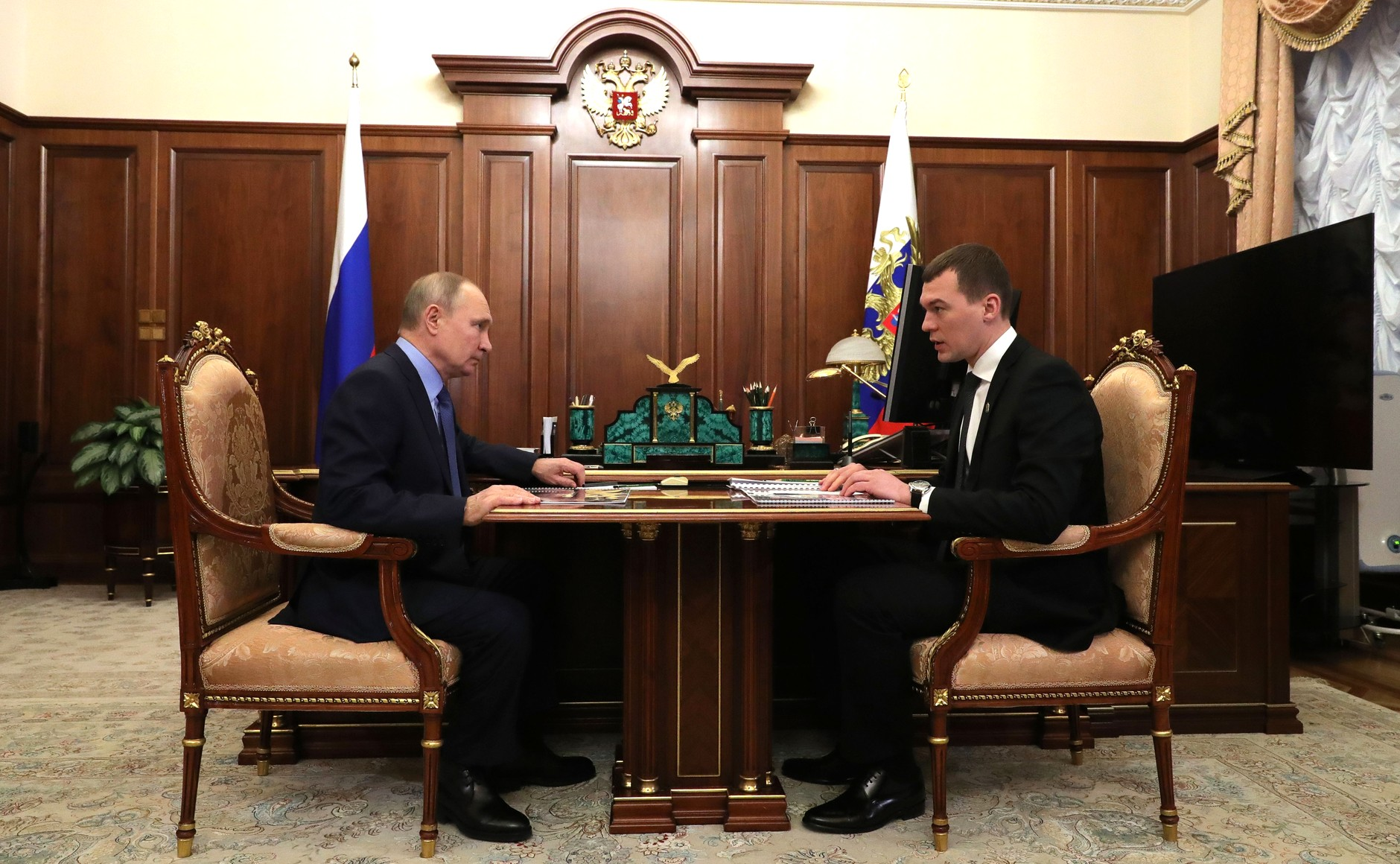
Михаил Дегтярёв на рабочей встрече с Владимиром Путиным, 16 февраля 2021 года

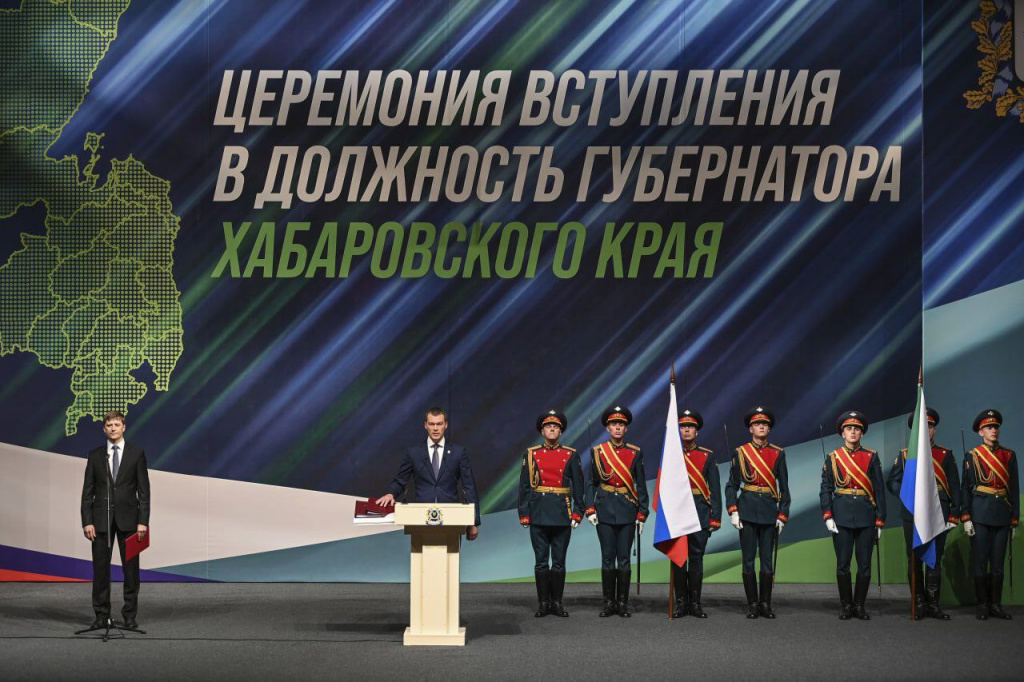
Михаил Дегтярёв вступает в должность губернатора Хабаровского края, Хабаровск, 24 сентября 2021 года

20 июля 2020 года Президент России Владимир Путин назначил Дегтярёва временно исполняющим обязанности губернатора Хабаровского края после ареста Сергея Фургала.
21 июля 2020 года Дегтярёв был представлен Правительству Хабаровского края.
На посту врио губернатора Дегтярёв занял жёсткую позицию по отношению к протестующим, отказавшись выходить к ним под предлогом, что «вообще тут есть, чем заняться на самом деле руководителю, чем выходить и общаться с теми, кто кричат под окнами», а также заявив, что не считает свой выход к протестующим «корректным форматом» для общения с людьми. Впервые Дегтярёв вышел к протестующим через неделю после назначения, 26 июля. Впоследствии Дегтярёв несколько раз заявлял, что изначально стихийный протест возглавили провокаторы.
18 августа 2020 года Михаил Дегтярёв объявил о создании Народного совета и позвал в него протестующих жителей Хабаровского края.
После назначения новый врио губернатора заявил, что команда предшественника продолжит работать. В последующий месяц Дегтярёв жаловался на саботаж со стороны хабаровских министров, а также сменил двух заместителей председателя правительства, советника губернатора и министра здравоохранения.
19 июня 2021 года Дегтярёв выдвинут кандидатом на выборы губернатора Хабаровского края.
19 сентября 2021 года Дегтярёв победил на выборах губернатора Хабаровского края. На выборах за него проголосовало 56,81 % избирателей.
24 сентября 2021 года Дегтярёв вступил в должность губернатора Хабаровского края.
15 ноября 2021 года Указом Президента Российской Федерации Михаил Дегтярёв включен в состав Государственного Совета Российской Федерации.

#### Министр спорта
11 мая 2024 года премьер-министр России Михаил Мишустин предложил кандидатуру Михаила Дегтярева на должность министра спорта Российской Федерации. 14 мая Госдума утвердила его на должность министра, и в тот же день был подписан соответствующий указ президента.

## Семья
Супруга — Галина Викторовна Дегтярёва. С 2021 по 2024 год — ведущая авторской программы о культуре на хабаровском телеканале «6ТВ», было записано 97 выпусков программы. 
Воспитывает четверых сыновей.

## Доходы и собственность
Декларация Дегтярёва за 2010 год гласит, что он заработал 862 531 рубль, владеет автомобилем и одной единицей водного транспорта. По данным декларации о доходах, в 2017 году заработал 4,664 млн рублей. Также в его пользовании на срок полномочий депутата Госдумы служебная квартира площадью 169,7 м². Согласно декларациям, за период с 2011 по 2018 год Дегтярёв заработал 31,5 млн рублей, а его жена — порядка 3 миллионов. В декларации за 2018 год указаны три квартиры площадью в 41,5, 80 и 169,7 м²., а также автомобиль Mercedes-Benz GLS 350 стоимостью около 6 млн рублей.
В июле 2020 года Фонд борьбы с коррупцией опубликовал расследование, согласно которому в 2013 году, после того как Дегтярёв принял участие в выборах мэра Москвы, его отец купил в Бачурине в Новой Москве участок площадью 16 соток, на котором был построен дом, стоимость которого ФБК оценил в 100 млн рублей, а площадь — примерно в 1000 м² (по документам - — 226 м²). По словам Михаила Дегтярёва, его родители построили этот дом, «продав всё нажитое за всю свою жизнь имущество», а «цифры» в расследовании — «из пальца».
В том же расследовании ФБК утверждается, что в 2017 году Дегтярёв купил у департамента городского имущества Москвы квартиру площадью 92 м² в Академическом районе на улице Дмитрия Ульянова. Её рыночную стоимость ФБК оценил в 25 млн рублей. Спустя несколько месяцев после покупки Дегтярёв передал её своей матери Светлане, из-за чего эта квартира не вошла в его депутатскую декларацию за 2017 год. Дегтярёв подтвердил наличие этой квартиры, но заявил, что приведённые оценки её стоимости выдуманы.
В 2020 году, по собственным словам, семья Дегтярёвых взяла ипотечный кредит и купила свою первую квартиру в Хабаровске, оформив там же постоянную прописку. 

## Санкции
Из-за поддержки российской агрессии и нарушения территориальной целостности Украины во время российско-украинской войны находится под персональными санкциями разных стран.
С 25 июля 2014 года, из-за войны в Донбассе, Дегтярёв находится под санкциями всех стран Европейского союза, так как «он объявил об открытии „фактического посольства“ непризнанной, так называемой „Донецкой народной республики“ в Москве». После этого был включён в санкционные списки Австралии (30 августа 2014 года), Швейцарии (5 августа 2014 года) и Канады (6 августа 2014 года). За участие в принятии череды политических решений, приведших в итоге к задержанию Надежды Савченко в России, постановлением Верховной Рады Украины включён в список ответственных за это лиц (22 апреля 2015 года).
24 февраля 2023 года, из-за вторжения России на Украину, США включили Дегтярёва в санкционный список лиц, причастных к «осуществлению российских операций и агрессии в отношении Украины, а также к незаконному управлению оккупированными украинскими территориями в интересах РФ», в частности за «призыв граждан на войну в Украине».
По аналогичным основаниям, с 16 сентября 2022 года находится под санкциями Великобритании, с 3 мая 2022 года — Новой Зеландии.
14 марта 2025 года исключён из санкционного списка ЕС вместе с бизнесменами Вячеславом Кантором и Владимиром Рашевским, а также сестрой бизнесмена Алишера Усманова Гальбохор Исмаиловой по требованию Венгрии на встрече послов стран ЕС.

## Публичные заявления
Сделал ряд резонансных заявлений, получивших распространение в СМИ:
- «Есть правительство России, которое распоряжается бюджетом по поручению президента — это важно. А то у нас любят, понимаешь: хай-вай, народные деньги! <…> Поэтому не надо вот этого… народных денег уже давно нет, есть бюджетные деньги»[120].
- «С поддержкой выездного туризма пора заканчивать. Вывозим деньги — завозим заразу. Это неприемлемо. Поддержку после кризиса должны получить те инвесторы и туроператоры, которые ориентированы исключительно на российский рынок»[121].
- На фоне российского вторжения на Украину заявил, что поехал бы на фронт добровольцем: «Я бы сам поехал с удовольствием [воевать на Донбасс]. Но нельзя — у меня бронь из-за губернаторства. Я же командир штаба территориальной обороны, это по должности все губернаторы. Я бросать пост не могу»[a][123][124][125]. После данного заявления 10 сентября 2022 года на change.org была создана петиция[126][127][128][129] снять Дегтярёва с должности губернатора и отправить его воевать на Донбасс.

## Оценки
Как известно, у Михаила Дегтярева репутация клоуна, все его законопроекты были довольно идиотскими. Возможно, на самом деле он человек неглупый и все это время просто играл на публику. Однако в данном случае это не столь важно. Главное, что он абсолютно чужой для края человек без опыта руководстваПолитолог Александр Кынев о назначении Дегтярёва врио губернатора Хабаровского края
Местные жители Хабаровского края после назначения прозвали Дегтярёва «банщиком Жириновского» или «банным». В 2013 году Дегтярёв был кандидатом на пост мэра Москвы и одним из элементов его предвыборной кампании был поход в баню с Владимиром Жириновским.

## Награды
- Орден Дружбы[133].

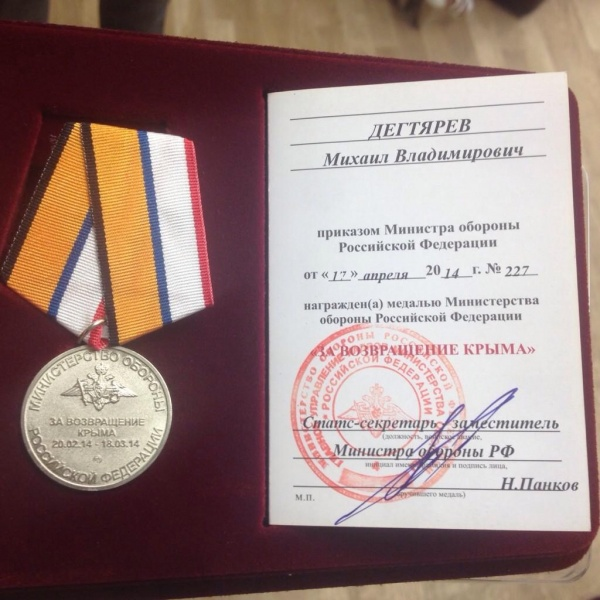
Медаль Министерства обороны Российской Федерации «За возвращение Крыма»

- Почётная грамота Президента Российской Федерации (4 апреля 2014 года) — за многолетнюю добросовестную работу и активную общественную деятельность[134].
- Благодарность Президента Российской Федерации (25 сентября 2014 года) — за активную законотворческую деятельность, заслуги в укреплении законности, защите прав и интересов граждан, многолетнюю добросовестную работу[135].
- Благодарность Правительства Российской Федерации (19 декабря 2017 года) — за заслуги в законотворческой деятельности и многолетний добросовестный труд[136].
- Орден Александра Невского (2023) — за вклад в решение социально-экономических задач и многолетнюю добросовестную работу[137].

## Комментарии
1. ↑  В биографии Михаила Дегтярёва служба в армии не упоминается[7]. При этом в биографии на сайте Минспорта указано, что звание Дегтярёва — майор запаса[122]